# Котляр, Валентин Алексеевич
Валенти́н Але́ксеевич Котля́р (22 января 1959, Магадан, РСФСР — 13 октября 2010, Воронеж, Российская Федерация) — депутат Государственной Думы первого созыва.

## Биография
- 1981 г. — окончил Воронежский государственный университет. По специальности физик.
- 1981—1984 гг. работал школьным учителем физики и математики в г. Воронеже.
- 1984—1990 гг. — тренер по классической борьбе.
- 1992—1994 — заместитель главы администрации Воронежской области.
- 1993—1995 гг. — депутат Государственной Думы РФ.
- 1996—2001 гг. — председатель комитета по физической культуре, спорту и туризму администрации Воронежской области.
- 2001—2004 гг. — глава администрации Ленинского района Воронежа.
- c 2005 г. — председатель Федерации классической борьбы Воронежа.

С 1991 г. — член Политсовета ДПР; в декабре 1995 г. вошел в предвыборный федеральный список «Блока Станислава Говорухина». Избирался депутатом Воронежского областного Совета.